# Elisabet d'Anglaterra (1214-1241)

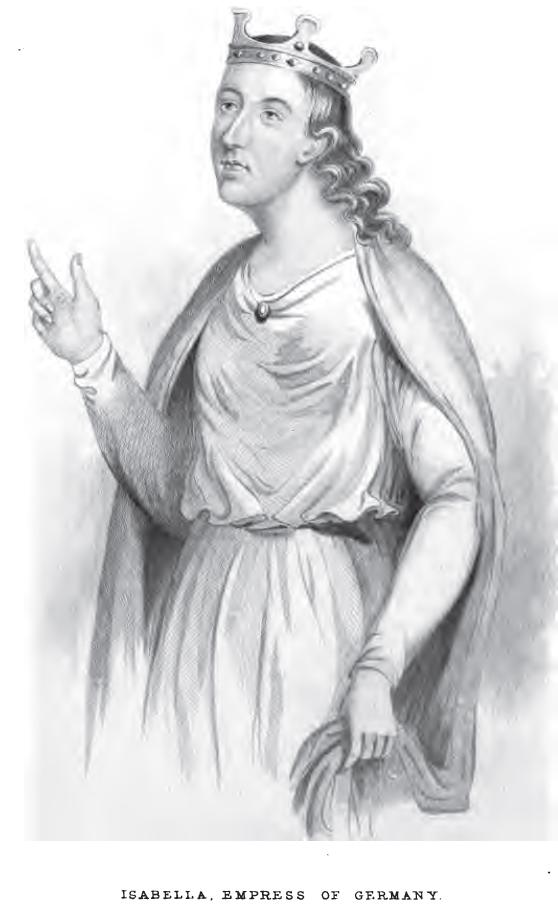
Elisabet d'Anglaterra.

Elisabet d'Anglaterra (en anglès, Isabella o Elizabeth of England, Gloucester, 1214–Foggia, 1 de desembre de 1241) va ser una princesa anglesa i, per matrimoni, emperadriu del Sacre Imperi i regna consort de Sicília.

## Biografia
Va ser la quarta descendent, però segona filla, del rei Joan I d'Anglaterra i Isabel de Angulema.
En una trobada amistosa en Rieti, el papa Gregori IX li va suggerir a l'emperador Frederic II que es casés amb la princesa Elisabet, germana d'Enric III d'Anglaterra. Al principi, Frederic II es va preocupar perquè no volia perdre als seus aliats francesos; però quan es va adonar que un matrimoni anglès podia posar fi l'enfrontament anglo-francès i un pas important cap a la restauració de la pau en la Cristiandat Occidental que facilitaria el camí a una croada reeixida, va donar el seu consentiment. El compromís es va formalitzar a Londres al febrer de 1235.
La bella Isabel tenia uns vint-i-un anys quan va marxar per casartse amb el ja dos vegades vidu Frederic II, que tenia quaranta. En el seu camí, en passar per Colònia va fer les delícies de les dones locals quan es va llevar el vel que tradicionalment es portava de manera que poguessin veure-li la cara.
El matrimoni entre Elisabet i Frederic es va celebrar en la Catedral de Worms el 15 o 20 de juliol de 1235; en la cerimònia, també va ser coronada com a emperadriu del Sacre Imperi Romano Germànic, reina d'Alemanya i Sicília. El seu dot era de 30 000 marcs de plata -una suma considerable en aquella època- i amb motiu del matrimoni, el marit li va concedir el castell de Mont Sant'Angelo.
No obstant això, tan aviat com es va casar va ser introduïda en una vida reclosa, d'harem, atesa per eunucs negres. El seu matrimoni havia estat un enllaç polític i només se li va permetre mantenir a dues de les seves acompanyants angleses, Margaret Biset, qui possiblement va ser la seva institutriu, i la seva donzella Kathrein. A les altres les hi va manar de tornada a casa.
Elisabet va viure en retir en Noranta Padovana on el seu marit la visitava amb regularitat. Quan el seu germà Ricard, comte de Cornualla va tornar de les croades, va poder visitar-la, encara que a Isabel no se li va permetre estar present en la recepció oficial. Mentre la cort imperial residia en Foggia, Elisabet va donar a llum al seu últim fill i va morir. Està enterrada al costat de l'anterior esposa de Frederic, la reina Isabel II de Jerusalem, en la catedral d'Andria, prop de Bari.

## Descendència
Les fonts primàries discrepen sobre la descendència d'Elisabet, incloent el nombre de fills que va tenir, els seus noms i l'ordre en què van néixer. El que se sap amb seguretat és que Elisabet va tenir almenys quatre fills: un fill que va morir poc després del seu naixement en 1236 o 1241, una filla que -com el seu germà major- va morir poc després de néixer, en 1237, Margarida i Enric. Alguns creuen que Margarida va ser la primogènita i, uns altres, que va ser la filla que va parir en últim lloc i el naixement de la que va suposar la seva mort. La creença general és que Margarida va ser l'última filla. El fill d'Elisabet, que va viure poc temps, va rebre el nom de Frederic Jordanus/Jordà, i Carles Otó per diverses fonts. Alguns historiadors creuen que Elisabet, en realitat va tenir cinc fills, dos que van viure poc en lloc d'un i que es van dir Jordanus/Carles Otó i Frederic, havent nascut els dos en la primavera de 1236 i en l'estiu de 1240, respectivament.
- Frederico/Jordà/Carles Otó (Primavera 1236–1236)[1]
- Inés (nascuda i morta en 1237)
- Enric (18 de gener de 1238–maig de 1254)
- Margarida, Landgravina de Turingia (1 de desembre de 1241–8 d'agost de 1270)